# Полищук, Виктор Петрович
Виктор Петрович Полищук (25 марта 1915, Киев, Российская империя — 28 февраля 2006, Киев, Украина) — советский и украинский актёр. Заслуженный артист Украины (1995). Награждён Почётной грамотой Совета Министров Украины.

## Биография
Родился в семье служащих. Окончил актерский факультет Киевского государственного института театрального искусства имени И. Карпенко-Карого (1941).
Участник Великой Отечественной войны.
Работал в театрах Кишинёва, Мукачево, Грозного, Киева.
В 1957 году дебютировал в кино эпизодической ролью в картине «Правда» (нет в титрах).
С 1963 года — актёр Киевской киностудии имени А. Довженко. Снимался преимущественно в ролях второго плана и эпизодах.
Преподавал на кинофакультете Киевского государственного института театрального искусства имени И. Карпенко-Карого.
Был членом Национального Союза кинематографистов Украины.
Ушёл из жизни 28 февраля 2006 года.
Дочь: Медведева Наталья Викторовна (*1944) — украинская актриса, организатор кинопроизводства.

## Фильмография
- 1957 — Правда — эпизод
- 1959 — Иванна — подпольщик
- 1964 — Сказка про Мальчиша-Кибальчиша — буржуинский солдат
- 1964 — Космический сплав — начальник цеха
- 1964 — Сон — придворный
- 1965 — Гибель эскадры — комитетчик
- 1965 — Нет неизвестных солдат — раненый
- 1965 — Вниманию граждан и организаций — гражданин в очереди
- 1966 — Наедине с ночью — эпизод
- 1966 — К свету! (киноальманах)
- 1967 — Десятый шаг — Хоменко
- 1967 — Кто умрёт сегодня — красноармеец
- 1967 — Берег надежды — эпизод
- 1967 — Непоседы — геолог
- 1969 — Дума о Британке — старый Середенко
- 1969 — Улица тринадцати тополей — эпизод
- 1969 — Варькина земля — муж Нонны Степановны
- 1970 — Узники Бомона — заключенный
- 1970 — Сады Семирамиды — Шкурат
- 1970 — Крутой горизонт — Овсюков
- 1971 — Хлеб и соль — крестьянин
- 1971 — Где вы, рыцари? — Виктор Петрович
- 1972 — Ночной мотоциклист — милиционер
- 1972 — Тихие берега — Илья
- 1973 — Каждый вечер после работы — учитель
- 1973 — Будни уголовного розыска — кассир гастронома
- 1973 — Чёрный капитан — начальник тюрьмы
- 1973 — Старая крепость — эпизод
- 1974 — Поцелуй Чаниты — горожанин
- 1974 — Голубой патруль — директор школы Богдан Семёнович Храмусь
- 1974 — Анна и Командор — односельчанин Никифора
- 1975 — Дума о Ковпаке — партизан
- 1975 — Среди лета — эпизод
- 1975 — Волны Чёрного моря — зритель
- 1976 — Такая она, игра — Николай Иванович
- 1976 — Преступление — работник сберкассы
- 1977 — Солдатки — дед Харлампий
- 1978 — Алтунин принимает решение — профессор Мещеряков
- 1978 — Вавилон ХХ — куркуль
- 1980 — Египетский гусь — директор школы
- 1980 — Долгие дни, короткие недели... — руководитель хора
- 1980 — Мужество — доктор Семен Игнатьевич
- 1984 — Груз без маркировки — инспектор таможни
- 1985 — Пароль знали двое — эпизод
- 1986 — Год телёнка — эпизод
- 1986 — Обвиняется свадьба — гость
- 1989 — Назар Стодоля фильм-спектакль
- 1990 — Имитатор — преподобный отец Тихон
- 1990 — Кошмар в сумасшедшем доме — Сява
- 1990 — Ведьма — эпизод
- 1990 — Ныне прославися сын человеческий — эпизод
- 1992 — Господи, прости нас, грешных — эпизод
- 1993 — Сад Гефсиманский — мужчина на кладбище
- 1993 — Западня — судебный заседатель
- 1998 — Седьмой маршрут — эпизод
- 2000 — Черная рада — сечевой дед